# Margaux Le Mouël
Margaux Le Mouël (Pontivy, 8 augustus 2001) is een voetbalspeelster uit Frankrijk. Ze speelt als middenvelder voor Olympique Marseille in de Division 1.

## Clubcarrière
Le Mouël speelde in de jeugd voor Loudéac OSC voordat ze in 2016 overstapte naar EA Guingamp.  In een wedstrijd tegen Paris Saint-Germain op 4 mei 2019 maakte ze haar debuut in de Division 1. Op 15 januari 2022 wist Le Mouël haar eerste doelpunt te maken in een wedstrijd tegen Montpellier HSC.
Op 30 juni 2022 maakte Le Mouël de overstap naar Paris FC. In het seizoen 2023-2024 wist Le Mouël de groepsfase van de Champions League met Paris FC te halen door eerst Arsenal na penalty's te verslaan en daarna in een tweeluik af te rekenen met VfL Wolfsburg.
Na het seizoen 2024/25 liet Le Mouël Paris FC achter haar en tekende ze een contract bij competitiegenoot Olympique Marseille.

## Statistieken
| Seizoen | Club                | Land      | Competitie | Wedstrijden | Doelpunten |
| ------- | ------------------- | --------- | ---------- | ----------- | ---------- |
| 2019/20 | EA Guingamp         | Frankrijk | Division 1 | 16          | 0          |
| 2020/21 | EA Guingamp         | Frankrijk | Division 1 | 21          | 1          |
| 2021/22 | EA Guingamp         | Frankrijk | Division 1 | 22          | 2          |
| 2022/23 | Paris FC            | Frankrijk | Division 1 | 15          | 0          |
| 2023/24 | Paris FC            | Frankrijk | Division 1 | 21          | 2          |
| 2024/25 | Paris FC            | Frankrijk | Division 1 | 22          | 0          |
| 2025/26 | Olympique Marseille | Frankrijk | Division 1 | 0           | 0          |
| Totaal  | Totaal              | Totaal    | Totaal     | 93          | 5          |

Laatste update: 6 juli 2024l5

## Interlandcarrière
Le Mouël maakte deel uit van de selectie van Frankrijk onder 19 voor het EK onder 19 - 2019 waarin Frankrijk Europees kampioen werd. Le Mouël kwam in alle wedstrijden van Frankrijk op het toernooi in actie.
In oktober 2024 werd Le Mouël voor het eerst opgeroepen voor de Franse seniorenploeg. In een vriendschappelijke wedstrijd tegen Jamaica maakte ze haar debuut door in de basis te starten.